# Crocifissione

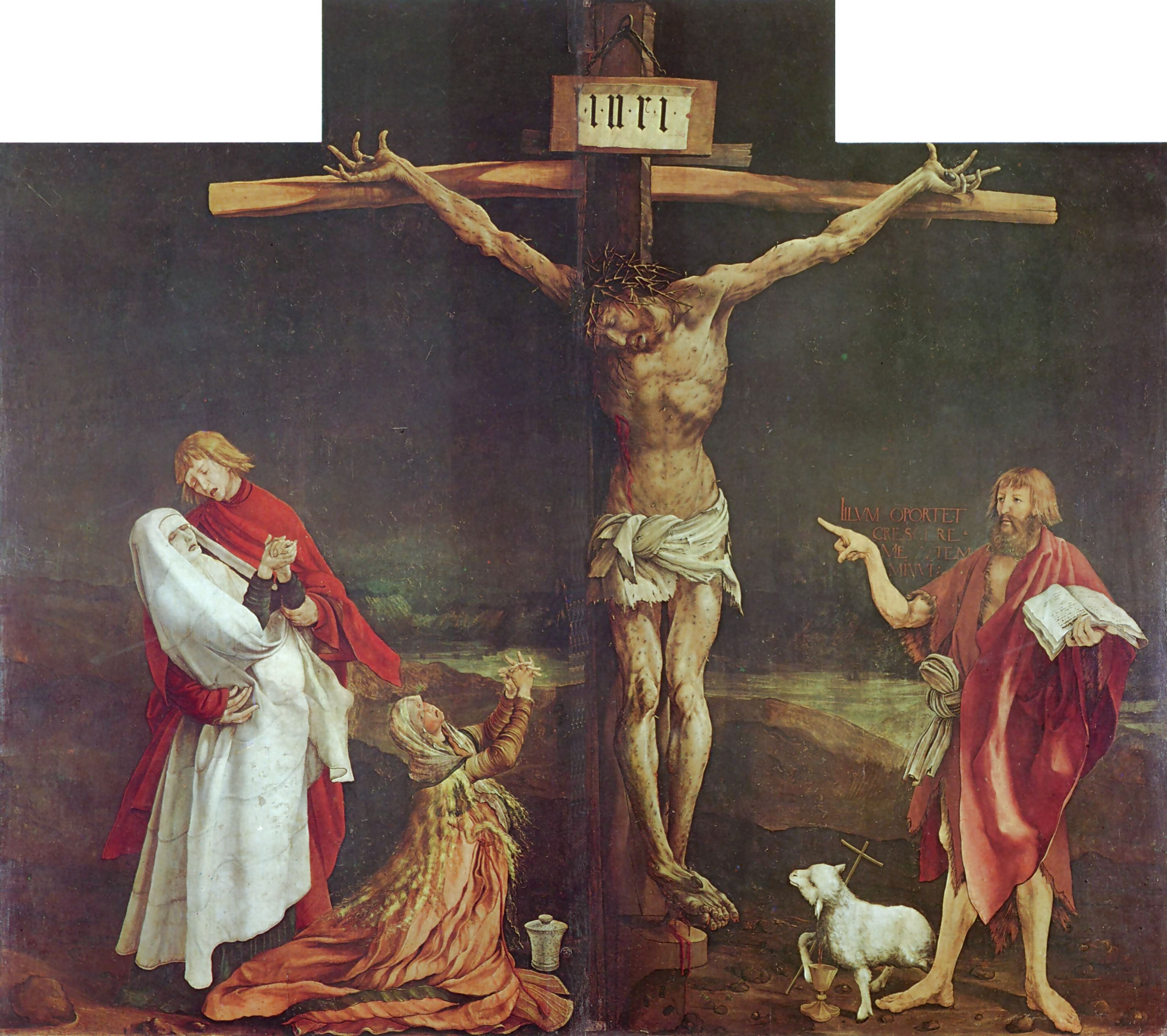
La crocifissione di Gesù nell'Altare di Issenheim (dipinto di Matthias Grünewald)

La crocifissione era, nell'Impero Romano, una modalità di esecuzione della pena di morte; si trattava di una vera e propria tortura, talmente atroce e umiliante che non poteva essere inflitta a un cittadino romano. Veniva preceduta dalla flagellazione, che rendeva questo rito ancora più straziante per il condannato. Cicerone le definì "il supplizio più crudele e il più tetro".
Tale supplizio è tuttavia molto più antico dei Romani (alcuni documenti antichi ne parlano già all'epoca dei babilonesi) e non sempre è legato a una struttura a croce: delle volte, il condannato era legato a un singolo palo, a volte a una struttura a V rovesciata, ma lo scopo era tuttavia sempre lo stesso ovvero provocare la morte, dopo una lenta agonia, che interveniva per soffocamento determinato dalla compressione del costato (a tale scopo, di solito le gambe del condannato erano spezzate con una mazza o un martello), oppure a causa di collasso cardio-circolatorio; si presume che, talvolta, la morte intervenisse a seguito della combinazione di tutti e due gli aspetti.

## Descrizione

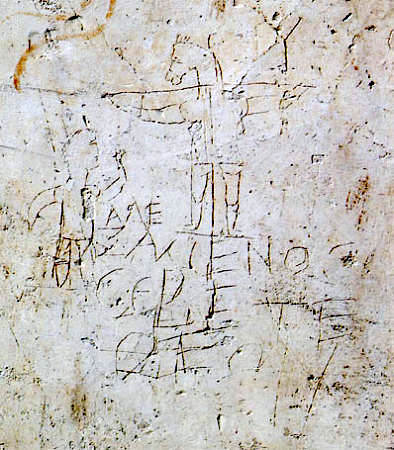
Graffito di Alessameno: rappresentazione contemporanea di una crocifissione

La croce consisteva in due pali, uno verticale e l'altro orizzontale. Normalmente sul luogo delle crocifissioni c'era già, saldamente piantato per terra, il palo verticale (lo stipes). Il condannato si avviava al luogo dell'esecuzione portando sulle sue spalle il palo orizzontale, chiamato in latino patibulum (da cui, la parola italiana "patibolo"), al quale sarebbe stato confisso, e il patibulum veniva poi infisso sullo stipes. (Lo stesso termine patibulum indicava anche la spranga di una porta). Pare che il patibulum fosse legato alle braccia del condannato, che, in questo modo (se fosse caduto durante il tragitto), avrebbe rischiato di colpire il suolo con la faccia. Gli arti erano inchiodati o legati al legno.
Il palo verticale era, inoltre, in genere, fornito di una sporgenza, detta pegma, su cui sedeva a cavalcioni la vittima. L'agonia del condannato era piuttosto lenta, potendo durare delle ore o anche dei giorni. Non vi è un'unica ipotesi sulle cause della morte; sopravveniva, infatti, per collasso cardiocircolatorio (dovuto anche all'ipovolemia causata dalla perdita di sangue e di liquidi) o asfissia. Infatti, per respirare il condannato doveva fare leva sulle gambe; quando, per la stanchezza, o per il freddo, o per il dissanguamento, il condannato non poteva più reggersi sulle gambe, restava penzoloni sulle braccia, con conseguente difficoltà a respirare; o tutti questi movimenti dolorosissimi portavano al cedimento del cuore. I carnefici lo sapevano bene e quando dovevano accelerare la morte rompevano con un bastone le gambe del condannato, in maniera che il soffocamento giungesse il prima possibile.

### La crocifissione nell'Impero romano

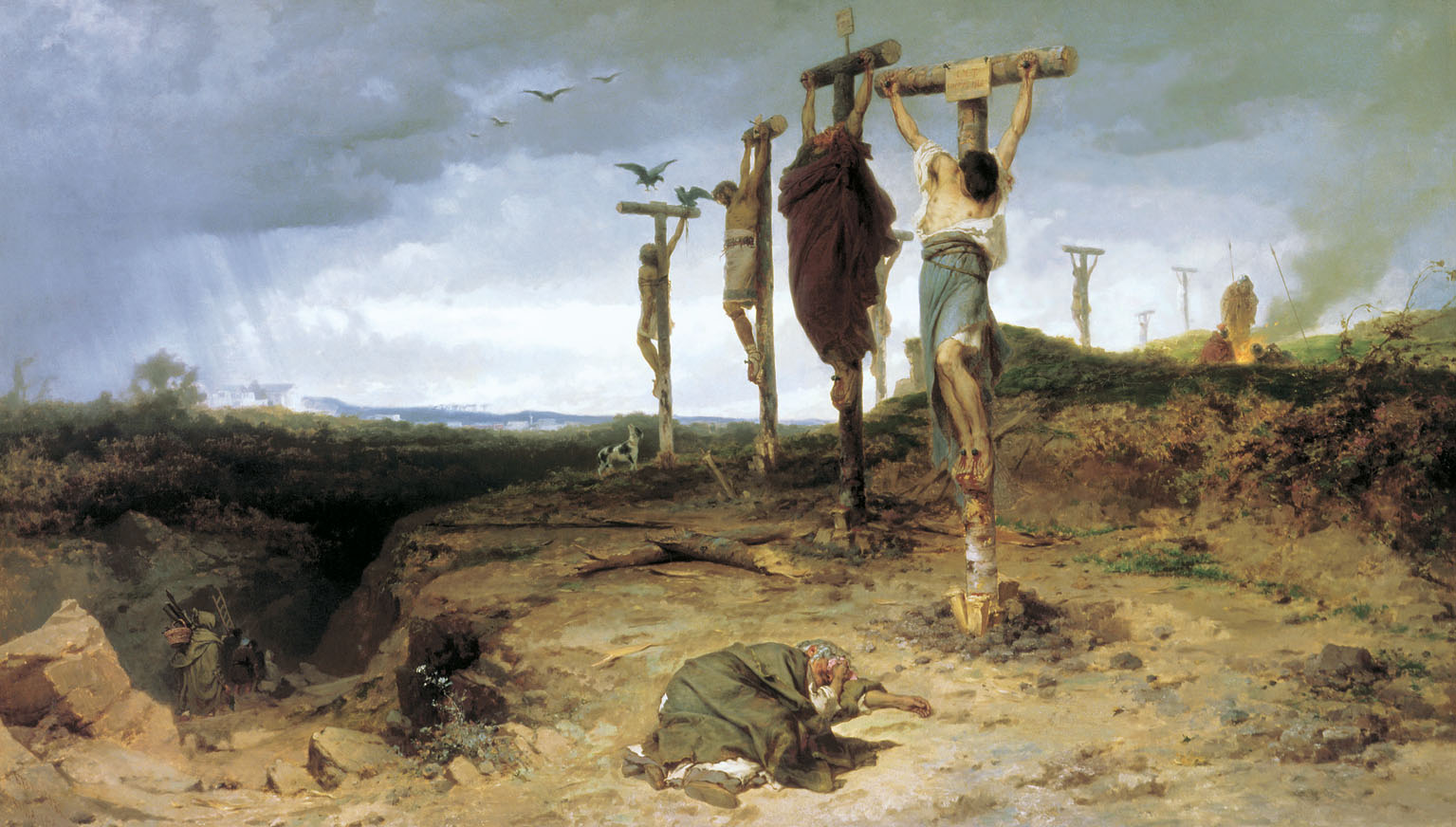
Crocifissione ai tempi dell'Impero romano (Fedor Bronnikov, 1878)

Presso le civiltà antiche la crocifissione era molto praticata. Il primo documento che vi fa riferimento si trova nella letteratura sumerica. A Roma questo supplizio appare per la prima volta nel 217 a.C., come ricorda Livio in un passo ricordando che "furono anche crocifissi venticinque schiavi che avevano congiurato nel Campo marzio". Si è molto discusso con conclusioni spesso divergenti, ma probabilmente era una pratica che i Romani appresero dai Cartaginesi: indicativo a tal proposito l'affresco, del III secolo a.C., nel sepolcro Arieti, scoperto nel 1875 a Roma, sull'Esquilino, in cui è raffigurato un uomo crocifisso con delle corde, che è stato identificato con Hannibal,  dux Poenorum o con Attilio Regolo.
La pena si distingue per l'atrocità e il vilipendio che vi è associato; i romani punivano con questa esecuzione il brigantaggio e la ribellione degli schiavi. Il giudice, riconosciuta la colpevolezza e pronunciata la condanna "sia messo in croce!", dettava il titulus, cioè il motivo della sentenza scritta su un cartello, quindi indicava le modalità di esecuzione, delegata ai carnefici o, nelle province, ai soldati. Il condannato, davanti al magistrato, era prima flagellato dai tortores, che operavano in coppia. Denudato e legato ad un palo o ad una colonna era colpito con strumenti diversi a seconda della condizione sociale: per gli schiavi e i provinciali era previsto il flagrum o flagellum formato da 2 o 3 strisce di cuoio o corda (lora) intrecciate con schegge di legno, od ossicini di pecora o delle strisce di cuoio aventi all'estremità piccole sfere di metallo. La flagellazione poteva essere una punizione esemplare fine a se stessa, seguita dalla liberazione o una condanna mortale: in tale caso, produceva lacerazioni così profonde da mettere allo scoperto le ossa. Se veniva inflitta come preambolo alla crocifissione, il numero di colpi doveva essere limitato probabilmente a una ventina perché la vittima non doveva morire prima di finire in croce.
Il condannato veniva poi rivestito e condotto al supplizio. Il titulus, appesogli al collo o portato da un banditore, aveva la funzione d'informare la popolazione sulle sue generalità, sul delitto e sulla sentenza. I responsabili d'efferati delitti erano caricati del patibulum (probabilmente legati). Se i malcapitati erano più di uno, venivano legati tra loro con una lunga corda che poteva passare intorno al collo, ai piedi o a un'estremità del patibulum. Sul luogo dell'esecuzione, situato sempre fuori dalle mura cittadine, erano spesso già piantati i pali verticali, gli stipites, su cui fissare i patibula. La crux patibulata o crux compacta risultava a forma di T, il tau greco. Il cruciario veniva spogliato e i suoi vestiti diventavano proprietà dei carnefici, quale prezzo della loro prestazione; probabilmente il crocefisso era nudo. È possibile ritenere l'aggiunta dello straccio nelle rappresentazioni dei crocifissi come una consuetudine di origine cristiana per le immagini sacre in quanto la nudità completa, specie nel caso delle condannate, era un ulteriore strumento di umiliazione e punizione. Veniva poi appeso alla croce per le braccia con chiodi, anelli di ferro o corde, come pure i piedi, che talvolta però venivano lasciati liberi.
Con la crocifissione si voleva provocare una morte lenta, dolorosa e terrificante, esemplare per chi ne era testimone: per stillicidia emittere animam, lasciare la vita goccia a goccia. Origene scrive: “Vivono con sommo spasimo talora l'intera notte e ancora l'intero giorno”. Per questo si adottava una serie d'accorgimenti che ritardavano la morte anche per giorni: per esempio un sedile o un corno, posto nel centro del palo verticale. Lungo il cammino essi subivano strattoni e venivano oltraggiati, maltrattati, pungolati e feriti per indebolirne la resistenza. Bevande drogate (mirra e vino) e la posca (miscela d'acqua e aceto) servivano a dissetare, tamponare emorragie, far riprendere i sensi, resistere alla sofferenza, mantenere sveglio il crocifisso perché confessasse le sue colpe.
Raramente la morte veniva accelerata; se ciò accadeva era per motivi d'ordine pubblico, per interventi d'amici del condannato, per usanze locali. Si provocava la morte in due modi: col colpo di lancia al cuore o col crurifragium, cioè la rottura delle gambe, che privava il condannato d'ogni punto d'appoggio con conseguente soffocamento per l'iperestensione della cassa toracica (non è possibile respirare completamente e viene meno quindi l'apporto di aria ossigenata all'organismo). La vigilanza presso la croce era severa per impedire interventi di parenti o amici; l'incarico di sorveglianza era affidato ai soldati e durava sino alla consegna del cadavere o alla sua decomposizione. In Occidente, all'inizio del IV secolo, l'Imperatore Costantino il Grande vietò ai tribunali pubblici di condannare alla crocifissione. Ma questa pratica durò molto più a lungo in Oriente e in altri Paesi; al riguardo vi sono racconti dettagliati di crocifissioni ancora nel IX secolo.

## Uso moderno

### Siria
Il 30 aprile 2014 gli estremisti islamici effettuarono sette esecuzioni pubbliche a Raqqa, nella Siria settentrionale. Le immagini, originariamente pubblicate su Twitter da uno studente dell'Università di Oxford, furono nuovamente pubblicate dall'account Twitter di un noto membro dello Stato Islamico dell'Iraq e del Levante (ISIS) cagionando nella maggioranza dei media l'incorretta attribuzione di crocifissioni al gruppo militante. Nella maggior parte dei casi di "crocifissione" le vittime venivano uccise prima di mostrare i corpi ma ci sono segnalazioni di "crocifissioni" effettuate su persone ancora in vita e il caso di un uomo in cui fu detto di essere stato "crocifisso per otto ore" senza indicazioni sulla morte.

## Crocifissioni storiche
In ordine cronologico:
- Bomilcare, ultimo re di Cartagine

Nel 332 a.C. Alessandro Magno, dopo una lunga battaglia e la conquista di Tiro - che durò ben 7 mesi - fece crocifiggere 2 000 abitanti della città.

- I seimila compagni di Spartaco proveniente dalla Tracia , schiavi ribellatisi negli anni dal 73 al 71 a.C.
- Gesù, crocifisso dai Romani sotto Ponzio Pilato.
- San Disma, il Buon Ladrone, crocifisso alla destra di Cristo (Vangelo secondo Luca e Vangelo di Nicodemo).
- Andrea apostolo, crocifisso a Patrasso, su una croce decussata (notizia riportata dagli Atti gnostici),
- Pietro apostolo, crocifisso a Roma a testa in giù.
- Filippo apostolo, crocifisso a Hierapolis (secondo Jacopo da Varagine).
- Krateros, strategos dell'Impero Bizantino, crocifisso durante la conquista araba di Creta.
- San Paolo Miki e compagni martiri, crocifissi durante un'ondata di persecuzione anticristiana in Giappone.